# Rébellion d'Iwai
La rébellion d'Iwai (磐井の乱, Iwai no Ran) est une révolte contre la cour de Yamato qui a lieu à Tsukushi près de l'actuelle ville d'Ogōri dans la préfecture de Fukuoka) en 527 AD. La rébellion tient son nom de son chef, Iwai, dont les historiens pensent qu'il est un puissant gouverneur de la province de Tsukushi. La révolte est écrasée par la cour de Yamato et joue un rôle important dans la consolidation du Japon ancien. Les principales informations relatives à la rébellion se trouvent dans le Nihon Shoki mais il s'en trouve également dans le Kojiki et d'autres sources historiques. 

## Source
The Cambridge History of Japan: Ancient Japan (Google Books)